# Alina Zagitova
Alina Ilnazovna Zagitova (uitspraakⓘ) (Tataars: Алинә Илназ кызы Заһитова; Russisch: Алина Ильназовна Загитова; Izjevsk, 18 mei 2002) is een Russisch voormalig kunstschaatsster. Zagitova werd in 2017 wereldkampioene bij de junioren en in 2018 Europees kampioene bij de senioren. Ze nam onder olympische vlag deel aan de Olympische Winterspelen 2018 in Pyeongchang en won er individueel de gouden en met het team de zilveren medaille. In 2019 werd Zagitova ook wereldkampioene bij de senioren.

## Biografie
Zagitova is de dochter van een ijshockeycoach die van Tataarse komaf is. Ze was het eerste jaar na haar geboorte naamloos, totdat haar ouders de Russische gymnaste Alina Kabajeva in actie zagen en besloten hun dochter naar haar te vernoemen. Zagitova begon op vijfjarige leeftijd met kunstschaatsen. Tot 2015 trainde ze in haar geboortedorp Izjevsk, waarna ze naar een trainingscentrum in Moskou ging. Ze werd in 2016 negende op de nationale kampioenschappen voor junioren.
Ze maakte in augustus 2016 haar debuut bij de Junior Grand Prix-wedstrijden. Door goede prestaties in Frankrijk en Slovenië wist ze zich te kwalificeren voor de Junior Grand Prix-finale. Zagitova won hier met 207.43 punten de gouden medaille en brak alle records bij de meisjes. Zo verkreeg ze als eerste juniore voor haar totaalscore meer dan 200 punten. In december 2016 won ze de gouden medaille bij de nationale kampioenschappen voor junioren en bovendien de zilveren medaille bij de senioren, achter Jevgenia Medvedeva. Ze scherpte in maart 2017 haar pr's aan op de WK junioren, en bemachtigde er tevens de gouden medaille.
Het seizoen erop debuteerde ze bij de senioren. Met nieuwe persoonlijke records veroverde ze in december 2017 goud bij de Grand Prix-finale en de NK. Titelverdedigster Medvedeva nam aan beide wedstrijden niet deel vanwege een gebroken voet. Ze was net als Zagitova wel aanwezig bij de EK van 2018, waar ze werd verslagen door haar jongere teamgenote. Vlak erna werd Zagitova, samen met Medvedeva en Maria Sotskova, geselecteerd om deel te nemen aan de Olympische Winterspelen in Pyeongchang.

## Persoonlijke records
Behaald tijdens ISU-wedstrijden. 
|                     | punten | datum      | toernooi         |
| ------------------- | ------ | ---------- | ---------------- |
| Hoogste totaalscore | 238.43 | 28-09-2018 | Nebelhorn Trophy |
| Hoogste korte kür   | 082.92 | 21-02-2018 | OS               |
| Hoogste lange kür   | 158.50 | 28-09-2018 | Nebelhorn Trophy |

## Belangrijke resultaten
| Kampioenschap            | 15/16 | 16/17  | 17/18         | 18/19         | 19/20         | 20/21         |
| ------------------------ | ----- | ------ | ------------- | ------------- | ------------- | ------------- |
| Olympische Spelen        |       |        | · (team)      |               |               |               |
| Wereldkampioenschap      |       |        | 5e            | Goud          |               |               |
| Europees kampioenschap   |       |        | Goud          | Zilver        |               |               |
| Grand Prix-finale        |       |        | Goud          | Zilver        | 6e            |               |
| Nationaal kampioenschap  |       | Zilver | Goud          | 5e            | t.z.t.        | t.z.t.        |
| WK junioren              |       | Goud   | geen deelname | geen deelname | geen deelname | geen deelname |
| Junior Grand Prix-finale |       | Goud   | geen deelname | geen deelname | geen deelname | geen deelname |
| NK junioren              | 9e    | Goud   | geen deelname | geen deelname | geen deelname | geen deelname |

t.z.t. = trok zich terug
1908: Madge Syers ·
1920: Magda Julin ·
1924: Herma Plank-Szabo ·
1928: Sonja Henie ·
1932: Sonja Henie ·
1936: Sonja Henie ·
1948: Barbara Ann Scott ·
1952: Jeannette Altwegg ·
1956: Tenley Albright ·
1960: Carol Heiss ·
1964: Sjoukje Dijkstra ·
1968: Peggy Fleming ·
1972: Beatrix Schuba ·
1976: Dorothy Hamill ·
1980: Anett Pötzsch ·
1984: Katarina Witt ·
1988: Katarina Witt ·
1992: Kristi Yamaguchi ·
1994: Oksana Bajoel ·
1998: Tara Lipinski ·
2002: Sarah Hughes ·
2006: Shizuka Arakawa ·
2010: Kim Yuna ·
2014: Adelina Sotnikova ·
2018: Alina Zagitova ·
2022: Anna Sjtsjerbakova